# Pilskalne
Pilskalne (dawniej Schlossberg, Szlossberg) – wieś na Łotwie w novadsie Górna Dźwina, 3 km na zachód od centrum Iłukszty.

## Historia
Dobra te, wraz z wieloma sąsiednimi majątkami po obu stronach Dźwiny, należały do rodziny baronów Sieberg (Syberg) zu Wischling. Izabela z tego rodu (1785–1849) wyszła za Michała hrabiego Platera (1777–1862). Po śmierci Michała jego ogromne majątki zostały podzielone między synów, i Schlossberg, wraz z wieloma innymi folwarkami, przypadł Kazimierzowi (1808–1876). Ostatnim właścicielem Schlossbergu był syn Kazimierza i Ludwiki z Borewiczów (1814–1866) Feliks Konstanty (1849–1928) żonaty z Wiktorią Sobańską (1861–1935) herbu Junosza.
Po III rozbiorze Polski w 1795 roku Schlossberg, wcześniej wchodząc w skład Księstwa Kurlandii i Semigalii Rzeczypospolitej, znalazł się na terenie okręgu zelburskiego, ujezdu iłłuksztańskiego guberni kurlandzkiej Imperium Rosyjskiego. Na przełomie XIX i XX wieku leżał na terenie parafii dyneburskiej. Od końca I wojny światowej miejscowość należy do Łotwy, która w okresie 1940–1990, jako Łotewska Socjalistyczna Republika Radziecka, wchodziła w skład ZSRR.

## Nieistniejący pałac
Wiadomo, że w 1697 roku stał tu dworek i kaplica.
Prawdopodobnie w XIX wieku (lub wcześniej) wybudowano tu pałac w stylu włoskich willi renesansowych. Przebudowano go prawdopodobnie w latach 70. XIX wieku. Był to budynek dwukondygnacyjny w swej centralnej, mocno wysuniętej ryzalitem, pięcioosiowej części z parterowymi, czteroosiowymi skrzydłami bocznymi. Od strony podjazdu wejście stanowił ogromny parterowy jakby portyk w wielkim balkonem otoczonym balustradą, wspartym na cienkich kolumienkach. Kryte galerie łączyły boczne skrzydła pałacu ze stojącymi obok oficynami. Okna elewacji ogrodowej były rozstawione ciaśniej, co pozwoliło na zaplanowanie ich siedmiu w centralnym ryzalicie. Balkon ogrodowy był wsparty na arkadach. Z balkonu na dolny taras prowadziły dwustronne, załamane schody, i dalej po kilkunastu stopniach – wprost do ogrodu. Dom stał na skłonie wzgórza, co powodowało, że od strony ogrodu był znacznie wyższy, uwidaczniając wysokie sutereny. Pałac był przykryty niskim, dwuspadowym dachem na środkowym korpusie i na skrzydłach.
Zewnętrzny wygląd pałacu jest znany z rysunku Napoleona Ordy i kilku zdjęć z około 1914 roku. O wnętrzach pałacu praktycznie nic nie wiadomo. Znajdowała się w nim bogata biblioteka licząca około 10 tysięcy woluminów. 
Schlossberg był znany ze wspaniałego parku angielskiego i ogrodu kwiatowego. 
Od 1914 roku w pobliżu majątku utrzymywał się przez trzy lata front I wojny światowej. W tym czasie pałac był wielokrotnie bombardowany przez Niemców i Rosjan. W czasie wojny i po wojnie resztki domu zostały rozebrane na cegłę. Zniszczeniu uległ również park.
Do dziś zachowały się resztki parku z ozdobną bramą oraz fundamenty pałacu.
Majątek Schlossberg został opisany w 3. tomie Dziejów rezydencji na dawnych kresach Rzeczypospolitej Romana Aftanazego. Został również opisany w książce Pro memoria Antoniego Urbańskiego w 1929 roku.